# Trebsen/Mulde
Trebsen/Mulde − miasto w Niemczech, w kraju związkowym Saksonia, w okręgu administracyjnym Lipsk, w powiecie Lipsk (do 31 lipca 2008 w powiecie Muldental).

## Geografia

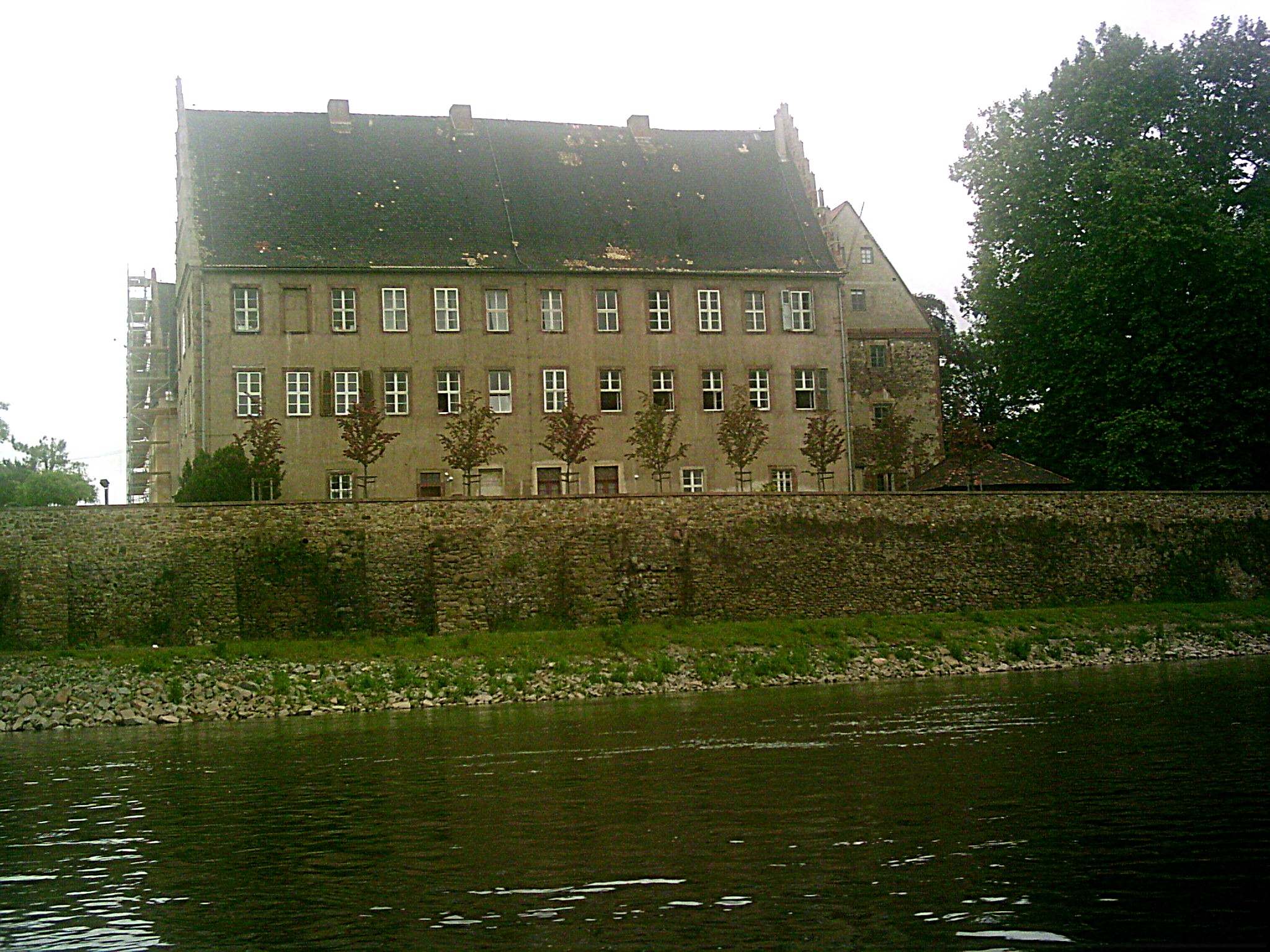
Zamek w Trebsen/Mulde

Trebsen leży nad rzeką Mulda, ok. 8 km na północ od miasta Grimma.